# 東証株価指数

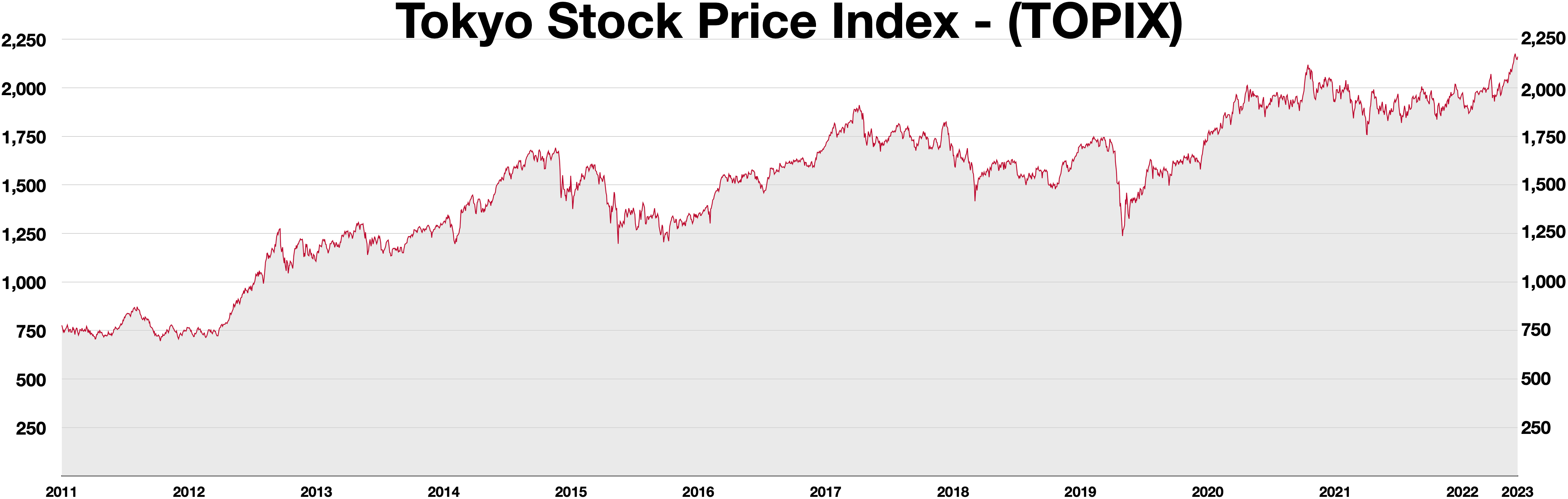
Tokyo Stock Price Index - (TOPIX)

東証株価指数（とうしょうかぶかしすう）、TOPIX（トピックス、英: TOkyo stock Price IndeX）は、東京証券取引所プライム市場上場株式銘柄や旧：第一部に上場していたスタンダード市場上場株式銘柄（一部銘柄を除く）を対象として、日本取引所グループ（JPX）の子会社である株式会社JPX総研が1秒毎に、算出・公表している株価指数である。日本経済新聞社が算出している日経平均株価と共に日本株の代表的なベンチマークとして普及している。

## 概要
東証株価指数は、東京証券取引所に上場する株式のうち1,694銘柄（2025年2月末現在）の時価総額の合計を終値ベースで評価し、基準日である1968年1月4日の時価総額を100として、新規上場・上場廃止・増減資・企業分割などにより修正され、指数化したものである。
TOPIXは当初時価総額加重平均型株価指数だったが、日経平均株価に比べ、特定業種と企業の値嵩株の動きによる株価影響を受けない利点を持つ反面、株券の持ち合いにより、時価総額のダブルカウントが起きやすい欠点も有していた。このため、2005年10月31日、2006年2月28日、2006年6月30日の3段階に分けて、浮動株基準株価指数へ移行している。
対象銘柄は、2022年3月までは東証第一部上場の全銘柄、2022年4月の市場区分再編時点ではプライム市場上場の全銘柄と、旧第一部に上場していたスタンダード・グロース市場上場銘柄だった。しかし、それらの中には時価総額が低く流動性の低い銘柄も含まれ、それらが指数連動の投資信託などによって自動で買い支えられるといった影響が出ていた。より投資対象としての機能性を高めた指数とするため、2022年4月から2028年7月までの約6年間で、指数の組入基準を流動性を重視した新しい基準に変更している。まず、2022年4月から2025年1月までを第1段階として、浮動株比率算定方法から政策保有株を除外するほか、流通株式時価総額100億円以下の銘柄を段階的にウエイト低減し、構成銘柄を約2,100から約1,700まで絞った。次に、2028年7月までを第2段階として、対象銘柄をスタンダード・グロース上場銘柄に広げるほか、年間売買代金回転率および浮動株時価総額の累積比率の2つを基準として銘柄を選定し、年1回の定期入替を実施する。これにより構成銘柄は約1,200まで減ると見込まれる。
TOPIXの算出は、2022年4月からJPX総研のインデックスビジネス部が担当している。「東証株価指数」「TOPIX」ともJPX総研の登録商標（第3031964号）である。

## 沿革
- 1969年07月01日 - 東証株価指数・東証規模別株価指数の公表を開始。
- 1969年08月18日 - 東証第二部株価指数の公表を開始。
- 1988年09月03日 - 東京証券取引所にてTOPIX先物取引開始。
- 1989年10月20日 - 東京証券取引所にてTOPIXオプション取引開始。
- 1989年12月18日 - ザラ場 2886.50、終値 2884.80を記録。この記録は34年以上破られなかった。
- 1998年08月02日 - TOPIXニューインデックスシリーズの公表を開始。
- 1999年02月01日 - 配当込み株価指数の公表を開始。
- 2001年07月13日 - 東京証券取引所にてTOPIX ETF取引開始。
- 2003年08月01日 - 東証REIT指数の公表を開始。
- 2003年09月16日 - 東証マザーズ指数の公表を開始。
- 2005年10月31日 - TOPIXの第一回浮動株化。
- 2005年11月17日 - ユーロネクストにてTOPIX ETF取引開始。
- 2006年02月28日 - TOPIXの第二回浮動株化。
- 2006年06月30日 - TOPIXの浮動株化完了。
- 2007年12月03日 - S&P/TOPIX150シャリア指数の公表を開始。
- 2007年12月10日 - TOPIX-17シリーズの公表を開始。
- 2009年02月09日 - TOPIXスタイルインデックスシリーズの公表を開始。
- 2009年02月09日 - TOPIXコンポジットインデックスシリーズの公表を開始。
- 2010年03月08日 - 東証配当フォーカス100指数の公表を開始。
- 2010年06月21日 - 東証REIT用途別指数シリーズの公表を開始。
- 2010年07月22日 - TOPIX配当指数、TOPIX Core30配当指数の公表を開始。
- 2010年09月13日 - TOPIXの配信間隔を1秒単位に短縮。
- 2012年06月04日 - バブル期以後での終値の最安値（終値 695.51）。
- 2022年04月01日 - JPX総研が業務を開始し、TOPIXを含む東証の指数関連業務を承継[6]。
- 2022年04月04日 - 新市場区分への移行に伴い見直しを実施[7]。TOPIXの新たなロゴマークを決定[6]。
- 2022年10月31日 - 新しいTOPIXへの移行を開始する。移行期間は2026年10月30日まで。
- 2024年07月04日 - 34年ぶりに最高値を更新（ザラ場 2,900.91、終値 2,898.47）[8]。
- 2024年07月09日 - 取引時間中の最高値を更新（ザラ場 2907.21、終値 2895.55）。
- 2024年07月10日 - 史上初めて終値で2900以上を記録（2909.20）[9]。
- 2025年01月31日 - 2023年10月7日に指定された段階的ウエイト低減銘柄をTOPIXから除外。
- 2025年  8月08日 - 終値で3,024.21と初めて3000ポイントを更新。
- 2026年10月30日 - 次期TOPIXへの移行が完了（予定）。

## 構成銘柄

### 2026年10月29日まで
2020年10月31日時点における市場第一部上場銘柄（新市場への上場区分は不問）の内、2021年6月・2021年12月・2022年10月に実施された段階的ウエイト低減銘柄における判定において段階的ウエイト低減銘柄の指定を受けなかった銘柄と2023年10月に実施された段階的ウエイト低減銘柄における再評価で流通株式時価総額100億円以上となった銘柄、2020年11月1日以降に市場第一部へ新規上場申請を行った銘柄並びに市場第二部・マザーズ・JASDAQから第一部へ上場市場の変更申請を行った銘柄（新市場への上場区分は不問）、2022年4月4日以降に東京証券取引所プライム市場へ新規上場もしくは東京証券取引所スタンダード市場（2022年4月3日時点で市場第二部・JASDAQスタンダードに上場していた銘柄並びに同年4月4日以降にスタンダード市場に直接上場した銘柄）・グロース市場からプライム市場へ市場変更を行った銘柄、同日以降に東証株価指数を構成している企業を吸収合併したスタンダード市場上場企業・グロース上場企業で構成される（いずれの場合も特別注意銘柄に指定された銘柄を除く）。
銘柄の追加・除外は、以下のルールにのっとって行われる。
（銘柄の追加）
- 新規上場（直接新規上場）銘柄 ： 新規上場日の翌月末（最終営業日）
- 新規上場（株式移転等に伴う新設会社等がプライム市場に速やかに上場する場合、段階的ウエイト低減銘柄により除外された会社が株式移転を行う場合を除く） ： 新規上場日
- 東証株価指数を構成している上場企業がらスピンオフを行った企業が新規に上場する場合 ： 新規上場日[12]
- スタンダード市場・グロース市場からプライム市場へ上場市場が変更となった銘柄（段階的ウエイト低減銘柄により除外された会社を除く） ： 市場変更日の翌月末（最終営業日）
- 合併において、東証株価指数を構成していないスタンダード市場上場企業並びにグロース上場企業が吸収合併存続会社となり、東証株価指数を構成している企業が吸収合併消滅会社となる場合：吸収合併消滅会社の上場廃止日

（銘柄の除外）
- 整理銘柄指定による上場廃止銘柄 ： 整理銘柄指定日の4営業日後
- 株式移転等のために上場廃止となり、当該株式移転等に伴う新設会社がプライム市場に速やかに上場する場合 ： 当該新設会社等の新規上場日
- 合併などにより上場廃止となる銘柄 ： 上場廃止日
- 特別注意銘柄に指定された銘柄：特別注意銘柄指定日の4営業日後

#### 非構成銘柄（段階的ウエイト低減銘柄により除外された銘柄）
2025年6月13日現在（特別注意銘柄に指定された銘柄と2025年1月31日以降に整理銘柄に指定された銘柄は除く）。2020年10月31日時点で東証一部に上場していた一部の銘柄、2021年7月に東証一部にテクニカル上場を行ったマーキュリアホールディングス、2023年10月にプライム市場にテクニカル上場を行ったミガロホールディングス、2022年1月に東証一部にテクニカル上場を行ったジャパンクラフトホールディングス、2023年8月にインターワークスを吸収合併したため東証株価指数に追加されたコンフィデンス・インターワークスの423銘柄は、後述の段階的ウエイト低減銘柄により2025年1月31日に東証株価指数から除外された。
| コード | 銘柄名                                   | 市場         |
| ------ | ---------------------------------------- | ------------ |
| 1384   | ホクリヨウ                               | スタンダード |
| 1420   | サンヨーホームズ                         | スタンダード |
| 1429   | 日本アクア                               | プライム     |
| 1430   | ファーストコーポレーション               | スタンダード |
| 1433   | ベステラ                                 | プライム     |
| 1446   | キャンディル                             | スタンダード |
| 1712   | ダイセキ環境ソリューション               | スタンダード |
| 1717   | 明豊ファシリティワークス                 | スタンダード |
| 1768   | ソネック                                 | スタンダード |
| 1811   | 錢高組                                   | スタンダード |
| 1814   | 大末建設                                 | プライム     |
| 1826   | 佐田建設                                 | スタンダード |
| 1827   | ナカノフドー建設                         | スタンダード |
| 1847   | イチケン                                 | スタンダード |
| 1848   | 富士ピー・エス                           | スタンダード |
| 1866   | 北野建設                                 | スタンダード |
| 1867   | 植木組                                   | スタンダード |
| 1909   | 日本ドライケミカル                       | スタンダード |
| 1914   | 日本基礎技術                             | スタンダード |
| 1921   | 巴コーポレーション                       | スタンダード |
| 1967   | ヤマト                                   | スタンダード |
| 1972   | 三晃金属工業                             | スタンダード |
| 2009   | 鳥越製粉                                 | スタンダード |
| 2112   | 塩水港精糖                               | スタンダード |
| 2139   | 中広                                     | スタンダード |
| 2163   | アルトナー                               | プライム     |
| 2169   | CDS                                      | スタンダード |
| 2180   | サニーサイドアップグループ               | スタンダード |
| 2183   | リニカル                                 | スタンダード |
| 2196   | エスクリ                                 | スタンダード |
| 2198   | アイ・ケイ・ケイホールディングス         | プライム     |
| 2215   | 第一屋製パン                             | スタンダード |
| 2286   | 林兼産業                                 | スタンダード |
| 2311   | エプコ                                   | スタンダード |
| 2376   | サイネックス                             | スタンダード |
| 2410   | キャリアデザインセンター                 | プライム     |
| 2418   | ツカダ・グローバルホールディング         | スタンダード |
| 2424   | ブラス                                   | スタンダード |
| 2428   | ウェルネット                             | スタンダード |
| 2464   | Aoba-BBT                                 | スタンダード |
| 2485   | ティア                                   | スタンダード |
| 2487   | CDG                                      | スタンダード |
| 2597   | ユニカフェ                               | スタンダード |
| 2612   | かどや製油                               | スタンダード |
| 2686   | ジーフット                               | スタンダード |
| 2687   | シー・ヴイ・エス・ベイエリア             | スタンダード |
| 2689   | オルバヘルスケアホールディングス         | スタンダード |
| 2722   | IKホールディングス                       | スタンダード |
| 2735   | ワッツ                                   | スタンダード |
| 2764   | ひらまつ                                 | スタンダード |
| 2796   | ファーマライズホールディングス           | スタンダード |
| 2818   | ピエトロ                                 | スタンダード |
| 2820   | やまみ                                   | スタンダード |
| 2883   | 大冷                                     | スタンダード |
| 2904   | 一正蒲鉾                                 | スタンダード |
| 2924   | イフジ産業                               | スタンダード |
| 2982   | ADワークスグループ                       | プライム     |
| 3004   | 神栄                                     | スタンダード |
| 3030   | ハブ                                     | スタンダード |
| 3054   | ハイパー                                 | スタンダード |
| 3067   | 東京一番フーズ                           | スタンダード |
| 3073   | DDグループ                               | プライム     |
| 3079   | ディーブイエックス                       | スタンダード |
| 3082   | きちりホールディングス                   | スタンダード |
| 3135   | マーケットエンタープライズ               | プライム     |
| 3157   | ジオリーブグループ                       | スタンダード |
| 3159   | 丸善CHIホールディングス                  | スタンダード |
| 3160   | 大光                                     | スタンダード |
| 3166   | OCHIホールディングス                     | スタンダード |
| 3168   | MERF                                     | スタンダード |
| 3169   | ミサワ                                   | スタンダード |
| 3172   | ティーライフ                             | スタンダード |
| 3173   | Cominix                                  | スタンダード |
| 3175   | エー・ピーホールディングス               | スタンダード |
| 3178   | チムニー                                 | スタンダード |
| 3202   | ダイトウボウ                             | スタンダード |
| 3204   | トーア紡コーポレーション                 | スタンダード |
| 3205   | ダイドーリミテッド                       | スタンダード |
| 3246   | コーセーアールイー                       | スタンダード |
| 3271   | THEグローバル社                          | スタンダード |
| 3277   | サンセイランディック                     | スタンダード |
| 3280   | エストラスト                             | スタンダード |
| 3294   | イーグランド                             | スタンダード |
| 3299   | ムゲンエステート                         | スタンダード |
| 3321   | ミタチ産業                               | スタンダード |
| 3361   | トーエル                                 | スタンダード |
| 3392   | デリカフーズホールディングス             | スタンダード |
| 3393   | スターティアホールディングス             | プライム     |
| 3396   | フェリシモ                               | スタンダード |
| 3434   | アルファ                                 | スタンダード |
| 3446   | ジェイテックコーポレーション             | プライム     |
| 3447   | 信和                                     | スタンダード |
| 3452   | ビーロット                               | スタンダード |
| 3454   | ファーストブラザーズ                     | スタンダード |
| 3467   | アグレ都市デザイン                       | スタンダード |
| 3484   | テンポイノベーション                     | プライム     |
| 3486   | グローバル・リンク・マネジメント         | プライム     |
| 3489   | フェイスネットワーク                     | スタンダード |
| 3501   | 住江織物                                 | プライム     |
| 3512   | 日本フエルト                             | スタンダード |
| 3513   | イチカワ                                 | スタンダード |
| 3521   | エコナックホールディングス               | スタンダード |
| 3524   | 日東製網                                 | スタンダード |
| 3526   | 芦森工業                                 | スタンダード |
| 3529   | アツギ                                   | スタンダード |
| 3538   | ウイルプラスホールディングス             | スタンダード |
| 3544   | サツドラホールディングス                 | スタンダード |
| 3551   | ダイニック                               | スタンダード |
| 3553   | 共和レザー                               | スタンダード |
| 3559   | ピーバンドットコム                       | スタンダード |
| 3571   | ソトー                                   | スタンダード |
| 3577   | 東海染工                                 | スタンダード |
| 3607   | クラウディアホールディングス             | スタンダード |
| 3611   | マツオカコーポレーション                 | スタンダード |
| 3627   | テクミラホールディングス                 | スタンダード |
| 3639   | ボルテージ                               | スタンダード |
| 3640   | 電算                                     | スタンダード |
| 3648   | AGS                                      | スタンダード |
| 3667   | enish                                    | スタンダード |
| 3672   | オルトプラス                             | スタンダード |
| 3675   | クロス・マーケティンググループ           | プライム     |
| 3682   | エンカレッジ・テクノロジ                 | スタンダード |
| 3683   | サイバーリンクス                         | スタンダード |
| 3686   | ディー・エル・イー                       | スタンダード |
| 3770   | ザッパラス                               | スタンダード |
| 3826   | システムインテグレータ                   | スタンダード |
| 3839   | ODKソリューションズ                      | スタンダード |
| 3864   | 三菱製紙                                 | プライム     |
| 3877   | 中越パルプ工業                           | プライム     |
| 3878   | 巴川コーポレーション                     | スタンダード |
| 3896   | 阿波製紙                                 | スタンダード |
| 3909   | ショーケース                             | スタンダード |
| 3912   | モバイルファクトリー                     | スタンダード |
| 3918   | PCIホールディングス                      | スタンダード |
| 3920   | アイビーシー                             | スタンダード |
| 3924   | ランドコンピュータ                       | プライム     |
| 3928   | マイネット                               | スタンダード |
| 3934   | ベネフィットジャパン                     | スタンダード |
| 3940   | ノムラシステムコーポレーション           | スタンダード |
| 3963   | シンクロ・フード                         | プライム     |
| 3965   | キャピタル・アセット・プランニング       | スタンダード |
| 3968   | セグエグループ                           | プライム     |
| 3969   | エイトレッド                             | スタンダード |
| 3981   | ビーグリー                               | スタンダード |
| 3985   | テモナ                                   | スタンダード |
| 3992   | ニーズウェル                             | スタンダード |
| 3996   | サインポスト                             | スタンダード |
| 4031   | 片倉コープアグリ                         | スタンダード |
| 4093   | 東邦アセチレン                           | プライム     |
| 4098   | チタン工業                               | スタンダード |
| 4231   | タイガースポリマー                       | スタンダード |
| 4238   | ミライアル                               | スタンダード |
| 4245   | ダイキアクシス                           | スタンダード |
| 4248   | 竹本容器                                 | スタンダード |
| 4284   | ソルクシーズ                             | スタンダード |
| 4319   | TAC                                      | スタンダード |
| 4320   | CEホールディングス                       | スタンダード |
| 4346   | NEXYZ.Group                              | スタンダード |
| 4392   | FIG                                      | プライム     |
| 4404   | ミヨシ油脂                               | スタンダード |
| 4406   | 新日本理化                               | スタンダード |
| 4430   | 東海ソフト                               | スタンダード |
| 4439   | 東名                                     | スタンダード |
| 4440   | ヴィッツ                                 | スタンダード |
| 4441   | トビラシステムズ                         | スタンダード |
| 4446   | Link-U                                   | プライム     |
| 4463   | 日華化学                                 | スタンダード |
| 4465   | ニイタカ                                 | スタンダード |
| 4512   | わかもと製薬                             | スタンダード |
| 4531   | 有機合成薬品工業                         | スタンダード |
| 4539   | 日本ケミファ                             | スタンダード |
| 4615   | 神東塗料                                 | スタンダード |
| 4619   | 日本特殊塗料                             | スタンダード |
| 4678   | 秀英予備校                               | スタンダード |
| 4679   | 田谷                                     | スタンダード |
| 4728   | トーセ                                   | スタンダード |
| 4762   | エックスネット                           | スタンダード |
| 4829   | 日本エンタープライズ                     | スタンダード |
| 4847   | インテリジェント ウェイブ                | プライム     |
| 4926   | シーボン                                 | スタンダード |
| 4929   | アジュバンホールディングス               | スタンダード |
| 4977   | 新田ゼラチン                             | スタンダード |
| 5009   | 富士興産                                 | スタンダード |
| 5015   | ビーピー・カストロール                   | スタンダード |
| 5018   | MORESCO                                  | スタンダード |
| 5187   | クリエートメディック                     | スタンダード |
| 5204   | 石塚硝子                                 | スタンダード |
| 5210   | 日本山村硝子                             | スタンダード |
| 5261   | リソルホールディングス                   | プライム     |
| 5337   | ダントーホールディングス                 | スタンダード |
| 5363   | 東京窯業                                 | スタンダード |
| 5367   | ニッカトー                               | スタンダード |
| 5388   | クニミネ工業                             | スタンダード |
| 5391   | エーアンドエーマテリアル                 | スタンダード |
| 5476   | 日本高周波鋼業                           | スタンダード |
| 5491   | 日本金属                                 | スタンダード |
| 5535   | ミガロホールディングス                   | プライム     |
| 5603   | 虹技                                     | スタンダード |
| 5612   | 日本鋳鉄管                               | スタンダード |
| 5658   | 日亜鋼業                                 | スタンダード |
| 5721   | エス・サイエンス                         | スタンダード |
| 5819   | カナレ電気                               | スタンダード |
| 5852   | アーレスティ                             | プライム     |
| 5915   | 駒井ハルテック                           | スタンダード |
| 5923   | 高田機工                                 | スタンダード |
| 5936   | 東洋シヤッター                           | スタンダード |
| 5942   | 日本フイルコン                           | スタンダード |
| 5951   | ダイニチ工業                             | スタンダード |
| 5958   | 三洋工業                                 | スタンダード |
| 5986   | モリテック スチール                      | スタンダード |
| 5998   | アドバネクス                             | スタンダード |
| 6029   | アトラグループ                           | スタンダード |
| 6037   | 楽待                                     | スタンダード |
| 6044   | 三機サービス                             | スタンダード |
| 6048   | デザインワン・ジャパン                   | スタンダード |
| 6054   | リブセンス                               | スタンダード |
| 6059   | ウチヤマホールディングス                 | スタンダード |
| 6083   | ERIホールディングス                      | スタンダード |
| 6087   | アビスト                                 | スタンダード |
| 6093   | エスクロー・エージェント・ジャパン       | スタンダード |
| 6096   | レアジョブ                               | スタンダード |
| 6138   | ダイジェット工業                         | スタンダード |
| 6165   | パンチ工業                               | スタンダード |
| 6171   | 土木管理総合試験所                       | スタンダード |
| 6185   | SMN                                      | スタンダード |
| 6186   | 一蔵                                     | スタンダード |
| 6189   | グローバルキッズCOMPANY                  | スタンダード |
| 6203   | 豊和工業                                 | スタンダード |
| 6208   | 石川製作所                               | スタンダード |
| 6210   | TOYOイノベックス                         | スタンダード |
| 6217   | 津田駒工業                               | スタンダード |
| 6218   | エンシュウ                               | スタンダード |
| 6292   | カワタ                                   | スタンダード |
| 6294   | オカダアイヨン                           | プライム     |
| 6316   | 丸山製作所                               | スタンダード |
| 6319   | シンニッタン                             | スタンダード |
| 6325   | タカキタ                                 | スタンダード |
| 6335   | 東京機械製作所                           | スタンダード |
| 6356   | 日本ギア工業                             | スタンダード |
| 6373   | 大同工業                                 | スタンダード |
| 6390   | 加藤製作所                               | プライム     |
| 6393   | 油研工業                                 | スタンダード |
| 6428   | オーイズミ                               | スタンダード |
| 6444   | サンデン                                 | スタンダード |
| 6489   | 前澤工業                                 | スタンダード |
| 6505   | 東洋電機製造                             | スタンダード |
| 6513   | オリジン                                 | スタンダード |
| 6538   | ディスラプターズ                         | スタンダード |
| 6540   | 船場                                     | スタンダード |
| 6546   | フルテック                               | スタンダード |
| 6547   | グリーンズ                               | スタンダード |
| 6551   | ツナググループ・ホールディングス         | スタンダード |
| 6552   | GameWith                                 | スタンダード |
| 6555   | MS&Consulting                            | スタンダード |
| 6653   | 正興電機製作所                           | プライム     |
| 6654   | 不二電機工業                             | スタンダード |
| 6675   | サクサ                                   | スタンダード |
| 6715   | ナカヨ                                   | スタンダード |
| 6748   | 星和電機                                 | スタンダード |
| 6771   | 池上通信機                               | スタンダード |
| 6803   | ティアック                               | スタンダード |
| 6848   | 東亜ディーケーケー                       | スタンダード |
| 6853   | 共和電業                                 | スタンダード |
| 6858   | 小野測器                                 | スタンダード |
| 6901   | 澤藤電機                                 | スタンダード |
| 6904   | 原田工業                                 | スタンダード |
| 6926   | 岡谷電機産業                             | スタンダード |
| 6927   | ヘリオス テクノ ホールディング           | スタンダード |
| 6928   | エノモト                                 | プライム     |
| 6932   | 遠藤照明                                 | スタンダード |
| 6973   | 協栄産業                                 | スタンダード |
| 6989   | 北陸電気工業                             | スタンダード |
| 7022   | サノヤスホールディングス                 | スタンダード |
| 7030   | スプリックス                             | スタンダード |
| 7035   | and factory                              | スタンダード |
| 7037   | テノ. ホールディングス                   | スタンダード |
| 7044   | ピアラ                                   | スタンダード |
| 7059   | コプロ・ホールディングス                 | プライム     |
| 7060   | ギークス                                 | スタンダード |
| 7122   | 近畿車輛                                 | スタンダード |
| 7127   | 一家ホールディングス                     | スタンダード |
| 7135   | ジャパンクラフトホールディングス         | スタンダード |
| 7150   | 島根銀行                                 | スタンダード |
| 7161   | じもとホールディングス                   | スタンダード |
| 7183   | あんしん保証                             | スタンダード |
| 7191   | イントラスト                             | スタンダード |
| 7192   | 日本モーゲージサービス                   | スタンダード |
| 7196   | Casa                                     | スタンダード |
| 7212   | エフテック                               | スタンダード |
| 7213   | レシップホールディングス                 | スタンダード |
| 7214   | GMB                                      | スタンダード |
| 7215   | ファルテック                             | スタンダード |
| 7247   | ミクニ                                   | スタンダード |
| 7256   | 河西工業                                 | スタンダード |
| 7266   | 今仙電機製作所                           | スタンダード |
| 7271   | 安永                                     | スタンダード |
| 7277   | TBK                                      | スタンダード |
| 7284   | 盟和産業                                 | スタンダード |
| 7291   | 日本プラスト                             | スタンダード |
| 7305   | 新家工業                                 | スタンダード |
| 7347   | マーキュリアホールディングス             | プライム     |
| 7374   | コンフィデンス・インターワークス         | グロース     |
| 7416   | はるやまホールディングス                 | スタンダード |
| 7417   | 南陽                                     | スタンダード |
| 7427   | エコートレーディング                     | スタンダード |
| 7442   | 中山福                                   | スタンダード |
| 7445   | ライトオン                               | スタンダード |
| 7455   | パリミキホールディングス                 | スタンダード |
| 7481   | 尾家産業                                 | スタンダード |
| 7487   | 小津産業                                 | スタンダード |
| 7494   | コナカ                                   | スタンダード |
| 7506   | ハウス オブ ローゼ                       | スタンダード |
| 7514   | ヒマラヤ                                 | スタンダード |
| 7524   | マルシェ                                 | スタンダード |
| 7561   | ハークスレイ                             | スタンダード |
| 7601   | ポプラ                                   | スタンダード |
| 7608   | エスケイジャパン                         | スタンダード |
| 7615   | 京都きもの友禅ホールディングス           | スタンダード |
| 7619   | 田中商事                                 | スタンダード |
| 7640   | トップカルチャー                         | スタンダード |
| 7646   | PLANT                                    | スタンダード |
| 7673   | ダイコー通産                             | スタンダード |
| 7709   | クボテック                               | スタンダード |
| 7727   | オーバル                                 | スタンダード |
| 7743   | シード                                   | プライム     |
| 7769   | リズム                                   | プライム     |
| 7775   | 大研医器                                 | スタンダード |
| 7782   | シンシア                                 | スタンダード |
| 7795   | KYORITSU                                 | スタンダード |
| 7811   | 中本パックス                             | スタンダード |
| 7819   | 粧美堂                                   | スタンダード |
| 7822   | 永大産業                                 | スタンダード |
| 7833   | アイフィスジャパン                       | スタンダード |
| 7872   | エステールホールディングス               | スタンダード |
| 7885   | タカノ                                   | スタンダード |
| 7897   | ホクシン                                 | スタンダード |
| 7898   | ウッドワン                               | スタンダード |
| 7908   | きもと                                   | スタンダード |
| 7916   | 光村印刷                                 | スタンダード |
| 7918   | ヴィア・ホールディングス                 | スタンダード |
| 7940   | ウェーブロックホールディングス           | スタンダード |
| 7971   | 東リ                                     | スタンダード |
| 7999   | MUTOHホールディングス                    | スタンダード |
| 8007   | 高島                                     | プライム     |
| 8013   | ナイガイ                                 | スタンダード |
| 8025   | ツカモトコーポレーション                 | スタンダード |
| 8038   | 東都水産                                 | スタンダード |
| 8041   | OUGホールディングス                      | スタンダード |
| 8077   | トルク                                   | スタンダード |
| 8089   | ナイス                                   | スタンダード |
| 8091   | ニチモウ                                 | プライム     |
| 8104   | クワザワホールディングス                 | スタンダード |
| 8107   | キムラタン                               | スタンダード |
| 8118   | キング                                   | スタンダード |
| 8127   | ヤマトインターナショナル                 | スタンダード |
| 8166   | タカキュー                               | スタンダード |
| 8181   | 東天紅                                   | スタンダード |
| 8207   | テンアライド                             | スタンダード |
| 8230   | はせがわ                                 | スタンダード |
| 8260   | 井筒屋                                   | スタンダード |
| 8289   | Olympicグループ                          | スタンダード |
| 8291   | 日産東京販売ホールディングス             | スタンダード |
| 8349   | 東北銀行                                 | スタンダード |
| 8365   | 富山銀行                                 | スタンダード |
| 8383   | 鳥取銀行                                 | スタンダード |
| 8416   | 高知銀行                                 | スタンダード |
| 8518   | 日本アジア投資                           | スタンダード |
| 8537   | 大光銀行                                 | スタンダード |
| 8542   | トマト銀行                               | スタンダード |
| 8562   | 福島銀行                                 | スタンダード |
| 8563   | 大東銀行                                 | スタンダード |
| 8596   | 九州リースサービス                       | スタンダード |
| 8617   | 光世証券                                 | スタンダード |
| 8742   | 小林洋行                                 | スタンダード |
| 8769   | アドバンテッジリスクマネジメント         | スタンダード |
| 8772   | アサックス                               | スタンダード |
| 8835   | 太平洋興発                               | スタンダード |
| 8904   | AVANTIA                                  | スタンダード |
| 8908   | 毎日コムネット                           | スタンダード |
| 8917   | ファースト住建                           | スタンダード |
| 8928   | 穴吹興産                                 | スタンダード |
| 8940   | インテリックス                           | スタンダード |
| 8944   | ランドビジネス                           | スタンダード |
| 8945   | サンネクスタグループ                     | スタンダード |
| 9067   | 丸運                                     | スタンダード |
| 9074   | 日本石油輸送                             | スタンダード |
| 9115   | 明海グループ                             | スタンダード |
| 9130   | 共栄タンカー                             | スタンダード |
| 9265   | ヤマシタヘルスケアホールディングス       | スタンダード |
| 9275   | ナルミヤ・インターナショナル             | スタンダード |
| 9306   | 東陽倉庫                                 | スタンダード |
| 9312   | ケイヒン                                 | スタンダード |
| 9322   | 川西倉庫                                 | スタンダード |
| 9325   | ファイズホールディングス                 | スタンダード |
| 9351   | 東洋埠頭                                 | スタンダード |
| 9366   | サンリツ                                 | スタンダード |
| 9368   | キムラユニティー                         | スタンダード |
| 9380   | 東海運                                   | スタンダード |
| 9385   | ショーエイコーポレーション               | スタンダード |
| 9414   | 日本BS放送                               | スタンダード |
| 9417   | スマートバリュー                         | スタンダード |
| 9419   | ワイヤレスゲート                         | スタンダード |
| 9428   | クロップス                               | スタンダード |
| 9466   | アイドママーケティングコミュニケーション | スタンダード |
| 9475   | 昭文社ホールディングス                   | スタンダード |
| 9479   | インプレスホールディングス               | スタンダード |
| 9633   | 東京テアトル                             | スタンダード |
| 9704   | アゴーラ・ホスピタリティー・グループ     | スタンダード |
| 9731   | 白洋舍                                   | スタンダード |
| 9760   | 進学会ホールディングス                   | スタンダード |
| 9763   | 丸紅建材リース                           | スタンダード |
| 9765   | オオバ                                   | プライム     |
| 9768   | いであ                                   | スタンダード |
| 9854   | 愛眼                                     | スタンダード |
| 9872   | 北恵                                     | スタンダード |
| 9930   | 北沢産業                                 | スタンダード |
| 9972   | アルテック                               | スタンダード |
| 9982   | タキヒヨー                               | スタンダード |
| 9986   | 蔵王産業                                 | スタンダード |
| 9993   | ヤマザワ                                 | スタンダード |
| 9994   | やまや                                   | スタンダード |

### 2026年10月30日以降
東京証券取引所各市場（プライム・スタンダード・グロース）に上場している銘柄の内（特別注意銘柄に指定された銘柄を除く）、年間売買代金回転率が0.14以上かつ浮動株時価総額の累積比率が上位97%以内を満たした銘柄で構成される。
1回目の定期入替は2026年10月最終営業日に実施し、2027年10月最終営業日に段階的ウエイト低減銘柄を対象とした再評価を実施したのち、2028年10月最終営業日以降は毎年10月最終営業日に定期入替を行う。
銘柄の追加・除外は、以下のルールにのっとって行われる。
（銘柄の追加）
- 新規上場（直接新規上場）銘柄（浮動株時価総額が直前の定期入替における浮動株時価総額の累積比率95%以内に含まれる銘柄の最低浮動株時価総額を上回る銘柄）： 新規上場日の翌月末（最終営業日）
- 新規上場（株式移転等に伴う新設会社等が速やかに上場する場合） ： 新規上場日
- 合併において、東証株価指数を構成していない企業が吸収合併存続会社となり、東証株価指数を構成している企業が吸収合併消滅会社となる場合：吸収合併消滅会社の上場廃止日
- 毎年8月最終営業日に行われる定期入替に係る基準によって追加となった銘柄：10月最終営業日

（銘柄の除外）
- 整理銘柄指定による上場廃止銘柄 ： 整理銘柄指定日の4営業日後
- 株式移転等のために上場廃止となり、当該株式移転等に伴う新設会社が速やかに上場する場合 ： 当該新設会社等の新規上場日
- 合併などにより上場廃止となる銘柄 ： 上場廃止日
- 特別注意銘柄に指定された銘柄：特別注意銘柄指定日の4営業日後
- 2026年8月に実施される段階的ウエイト低減銘柄における再評価で年間売買代金回転率が0.14以上かつ浮動株時価総額の累積比率が上位97%以内を満たしていない銘柄：2028年10月最終営業日
- 毎年8月最終営業日に行われる定期入替に係る基準によって除外となった銘柄：10月最終営業日

## 段階的ウエイト低減銘柄
2022年4月1日時点における東証株価指数構成銘柄（テクニカル上場を行った銘柄や東証株価指数を構成していない企業が東証株価指数構成銘柄を吸収合併した場合も含む、2020年11月1日以降に市場第一部へ新規上場申請を行った銘柄並びに市場第二部・マザーズ・JASDAQから第一部へ上場市場の変更申請を行った銘柄、新市場移行後にプライム市場へ新規上場申請を行った銘柄並びにスタンダード市場・グロース市場からプライム市場へ上場市場の変更申請を行った銘柄は除く）は、段階的ウエイト低減銘柄の審査対象となり、流通株式時価総額や年間売買代金回転率が段階的ウエイト低減銘柄に抵触した場合は、2025年1月最終営業日に東証株価指数構成銘柄から除外される。
2021年7月9日に、「新市場区分における上場維持基準への適合状況の通知」における1次判定の結果が各上場企業へ通知され、市場第一部上場企業の約3割に当たる664社が、プライム市場に不適合である事が明らかとなった。2022年10月7日に段階的ウエイト低減銘柄が発表され、2168銘柄（プライム1835銘柄、スタンダード333銘柄）中、493銘柄（プライム206銘柄、スタンダード288銘柄）が段階的ウエイト低減銘柄に指定された。指定された上場企業は、2022年10月以降段階的にウエイト低減を行い、2023年10月に実施される再評価において流通株式時価総額が100億円以上で、かつ年間売買代金回転率が0.2回転以上の場合は段階的ウエイト低減銘柄から除外されるが、流通株式時価総額が100億円未満の場合は段階的ウエイト低減銘柄継続となる。
第1回判定は、原則として新市場区分の選択手続における適合状況の二次判定時（ただし、書類の提出が行われなかった場合は一次判定時）の流通株式時価総額を採用し、一律2021年4月から6月までの株価平均を用いて計算する。第2回判定は、各上場企業の事業年度の末日（新市場区分への適合状況の一次判定に用いた決算期の翌期）の流通株式数に事業年度の末日以前3か月間の株価平均を乗じて計算する。
- 2021年6月30日時点で流通株式時価総額が100億円以上の場合 - ウエイト低減なし
- 2021年6月30日時点で流通株式時価総額が100億円未満の場合 - 2021年12月までに実施された第1回判定を受ける
- 2021年12月までに実施された第1回判定で流通株式時価総額が100億円以上の場合 - ウエイト低減なし
- 2021年12月までに実施された第1回判定で流通株式時価総額が100億円未満の場合 - 2022年10月に実施された第2回判定を受ける
- 2022年10月に実施された第2回判定で流通株式時価総額が100億円以上の場合 - ウエイト低減なし
- 2022年10月に実施された第2回判定で流通株式時価総額が100億円未満の場合 - 段階的ウエイト低減銘柄に指定
- 2023年10月に実施される再評価で流通株式時価総額が100億円以上で、かつ年間売買代金回転率が0.2回転以上の場合 - 段階的ウエイト低減銘柄から除外（5回目以降、移行係数を0.1ずつ引き上げ、2024年7月最終営業日に移行係数を1へ回復）
- 2023年10月に実施される再評価で流通株式時価総額が100億円以上で、かつ年間売買代金回転率が0.2回転以下の場合 - 段階的ウエイト低減銘柄（5回目以降、移行係数は0.6で停止）
- 2023年10月に実施される再評価で流通株式時価総額が100億円未満の場合 - 段階的ウエイト低減銘柄継続となり、2025年1月最終営業日に東証株価指数構成銘柄から除外

2023年10月6日に段階的ウエイト低減銘柄継続となる銘柄が発表となり、482銘柄中43銘柄が段階的ウエイト低減銘柄から除外されたが、残る439銘柄（プライム166銘柄、スタンダード272銘柄、グロース1銘柄）は2025年1月最終営業日に東証株価指数構成銘柄から除外される。
段階的ウエイト低減銘柄の指定を受けない残りの銘柄は、2025年1月最終営業日以降もそのまま東証株価指数構成銘柄となる。

## 投資
| 銘柄                                 | レバレッジ | 年率   |
| ------------------------------------ | ---------- | ------ |
| NEXT FUNDS TOPIX連動型上場投信       | 1倍        | 8.99%  |
| TOPIXブル2倍上場投信                 | 2倍        | 13.05% |
| 2024年11月末現在。円建て、配当込み。 |            |        |

### ETF
TOPIX に連動するETFとしては下記のものが東京証券取引所に上場している。
- ダイワ上場投信－トピックス（1305）[25]
- NEXT FUNDS TOPIX連動型上場投信（1306）[26]
- 上場インデックスファンドTOPIX（1308）[27]
- MAXIS トピックス上場投信（1348）[28]
- One ETF トピックス（1473）[29]
- iシェアーズ・コア TOPIX ETF（1475）[30]
- NZAM 上場投信 TOPIX（2524）[31]
- SMDAM トピックス上場投信（2557）[32]
- iFreeETF TOPIX（年4回決算型）（2625）[33] - 配当が年1回ではなく年4回になっている

レバレッジ型・インバース型のETFとしては下記のものが東京証券取引所に上場している。
- TOPIXベア2倍上場投信（-2倍）（1356）[35]
- ダイワ上場投信－TOPIXレバレッジ（2倍）指数（1367）[36]
- ダイワ上場投信－TOPIXダブルインバース（-2倍）指数（1368）[37]
- ダイワ上場投信－TOPIXインバース（-1倍）指数（1457）[38]
- TOPIXブル2倍上場投信（2倍）（1568）[39]
- TOPIXベア上場投信（-1倍）（1569）[40]

### 投資信託
日本の投資信託としては下記がある。下記以外にも多数ある。
- 三菱UFJ国際投信
  - eMAXIS Slim 国内株式（TOPIX）[41]
  - eMAXIS TOPIXインデックス[42]
  - 三菱UFJ TOPIX・ファンド[43]
  - つみたて日本株式（TOPIX）[44]
  - 三菱UFJ トピックスインデックスオープン[45]
  - トピックスオープン[46]
  - 三菱UFJ トピックスオープン[47]
- 野村アセットマネジメント
  - Funds-i 野村インデックスファンド・TOPIX[48]
  - トピックス・インデックス・オープン[49]
- 日興アセットマネジメント
  - インデックスファンドTSP[50]
  - インデックスファンドTOPIX（日本株式）[51]
- ニッセイアセットマネジメント
  - ニッセイTOPIXオープン[52]
  - ＜購入・換金手数料なし＞ニッセイTOPIXインデックスファンド[53]
- 大和アセットマネジメント
  - ダイワつみたてインデックス日本株式[54]
  - トピックス・インデックスファンド[55]
  - D-I’s TOPIXインデックス[56]
  - ダイワ・ノーロード TOPIXファンド[57]
  - iFree TOPIXインデックス[58]
- JA TOPIXオープン[59]
- ステート・ストリート日本株式インデックス・オープン[60]
- ブラックロック日本株式オープン[61]

### デリバティブ
先物は下記に上場している。
- 大阪取引所
  - TOPIX先物 - 取引単位は指数の数値×10,000円。呼値の単位は0.5ポイント。[62]
  - ミニTOPIX先物 - 取引単位は指数の数値×1,000円。呼値の単位は0.25ポイント。[63]
- シカゴ・マーカンタイル取引所
  - Yen Denominated TOPIX - 取引単位は指数の数値×5,000円。呼値の単位は0.5ポイント。[64]

店頭CFDとして取り扱っている証券会社もある。日本の取引所CFDのくりっく株365には上場していない。

## 日経平均株価との関係
日経平均株価をTOPIXで割った値はNT倍率と呼ばれている。2000年以降のNT倍率は、概ね 9.5 - 12.5前後で推移している。日経平均株価の変動は輸出関連・ハイテク株や、ファーストリテイリング・KDDI・ファナック・ソフトバンクグループ・京セラ・東京エレクトロンなどの値がさ株による影響が大きいのに対し、TOPIXは時価総額の大きい企業の株や内需関連株による影響が大きく、特に大手銀行株の構成比が、両者で大きく異なっている。
したがって、NT倍率が大きく上昇したり、逆に下降したりするときは、多くの投資家が売買している銘柄の種類が遷移していることが分かる。